# 新拉马达
新拉马达是巴西南大河州的一个市镇。总面积254.909平方公里，总人口2461人，人口密度9.7人/平方公里。